# Mathew Ryan
Mathew David Ryan (Plumpton, 8 aprile 1992) è un calciatore australiano, portiere del Lens e della nazionale australiana, con cui è diventato campione d'Asia nel 2015.

## Biografia
Nato in Australia, è in possesso del passaporto britannico in quanto sua madre è scozzese.

## Carriera

### Club

#### Inizi e Club Bruges
Dopo avere mosso i primi passi tra i professionisti nel Blacktown City e nei C.C. Mariners in patria, il 30 giugno 2013 sbarca in Europa siglanda un contratto triennale con i belgi del Club Bruges.
Con i belgi è titolare sin da subito, vincendo al termine della prima stagione il titolo di portiere dell'anno della Jupiler Pro League. L'anno successivo, il 26 novembre 2014, estende il proprio contratto con il club fino al 2018, arrivando a vincere la coppa nazionale a fine stagione.

#### Valencia e prestito al Genk
Il 20 luglio 2015 viene ceduto al Valencia. Esordisce il 19 agosto seguente in occasione del preliminare di Champions League contro il Monaco, in cui contribuisce al successo per 3-1 della sua squadra. Arrivato per essere titolare degli iberici per via dell'infortunio accorso a Diego Alves, pure lui è vittima di un infortunio a inizio stagione che ne limita l'impiego. Al rientro lui si alterna sia con Jaume Doménech (suo sostituto quando era infortunato) sia con il rientrante Diego Alves.
L'anno successivo è nuovamente riserva di Alves, indi per cui in gennaio viene ceduto in prestito al Genk.

#### Brighton

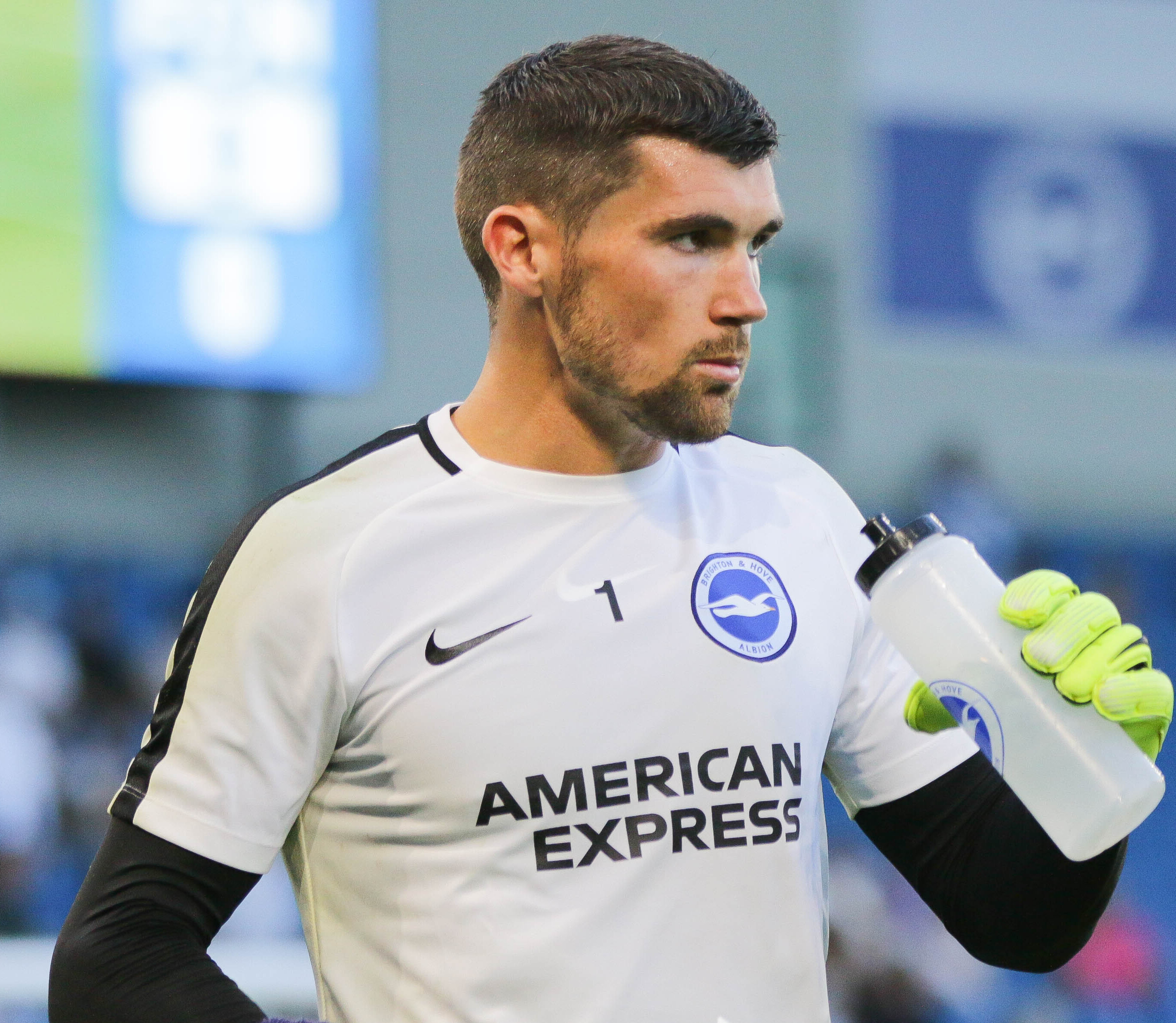
Ryan al nel 2018

Il 16 giugno 2017 firma per il Brighton neopromosso in Premier League. Titolare sin da subito delle seagulls, contribuisce alla salvezza del club tenendo per 10 volte la rete inviolata in 38 partite; una di queste 10 partite è stata proprio quella in cui il club ha raggiunto la matematica salvezza (a 2 giornate dalla fine del torneo) giocata contro il Manchester Utd il 4 maggio 2018, e vinta per un 1-0 dalla sua squadra.
Dopo essere stato titolare anche nelle due stagioni successive, nel 2020-2021 perde il posto in favore di Robert Sánchez, finendo addirittura ai margini della rosa.

#### Prestito all'Arsenal
Il 22 gennaio 2021 viene ceduto in prestito all'Arsenal. Il 6 febbraio seguente fa il suo esordio coi gunners nella sconfitta per 1-0 contro l'Aston Villa.

#### Real Sociedad
Il 12 luglio 2021 la Real Sociedad annuncia l'acquisto del portiere australiano a titolo definitivo dal Brighton, cui aveva fatto ritorno dopo il prestito all'Arsenal.

#### Copenaghen e AZ Alkmaar
Il 9 agosto 2022 viene acquistato dal Copenaghen.
Il 9 gennaio 2023, dopo avere trovato poco spazio in Danimarca, viene acquistato dall'AZ Alkmaar.

#### Roma e Lens

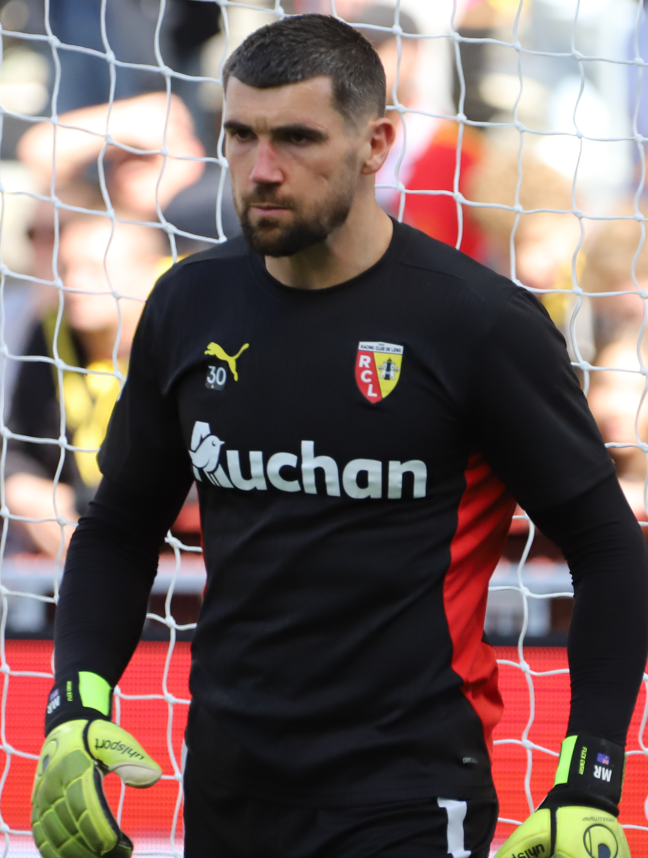
Ryan al nel 2025

Il 17 luglio 2024, viene ingaggiato a parametro zero dalla Roma, in Serie A. Il 18 dicembre ha esordito con la squadra giallorossa venendo schierato titolare nell'ottavo di finale di Coppa Italia disputato contro la Sampdoria.
Quella contro i doriani è stata la sua unica presenza coi giallorossi, che il 21 gennaio 2025 lo cedono al Lens. Contrariamente rispetto all'esperienza italiana s'impone come portiere titolare del club francese con cui ha disputato una buona seconda parte di stagione.

### Nazionale
Il 5 dicembre 2012 debutta con la nazionale maggiore contro la Corea del Nord.
Diviene ben presto titolare della selezione australiana a seguito del ritiro di Mark Schwarzer, avvenuto nel novembre 2013, figurando nella lista dei convocati dalla sua nazionale per prendere parte ai Mondiali 2014 giocati in Brasile, in cui lui è titolare.
Gioca da titolare anche la Coppa d'Asia 2015, vinta dagli australiani anche grazie al suo contributo, venendo eletto "miglior portiere della manifestazione". Questo successo dà modo agli australiani di giocare la Confederations Cup 2017, in cui Ryan viene convocato. Il torneo per gli australiani si è concluso al primo turno.

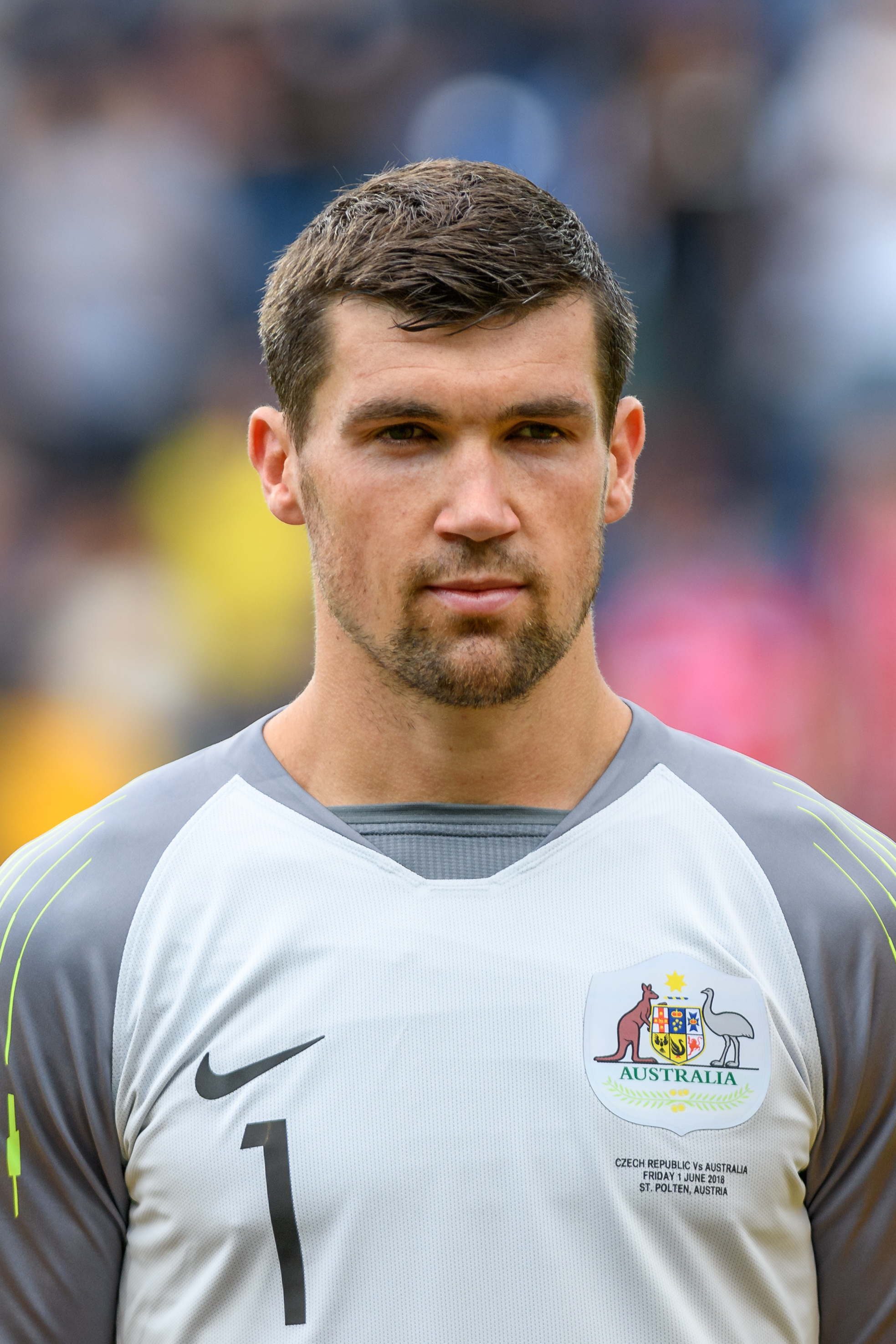
Ryan in nazionale nel 2018

Successivamente viene convocato anche per i Mondiali 2018, a cui i Socceroos si sono qualificati eliminando la Siria ai play-off grazie anche alle prestazioni di Ryan. Tuttavia nel torneo gli oceaniani 
Convocato per la Coppa d'Asia 2019, nella fase a gironi è protagonista nella vittoria per 3-2 contro la Siria (grazie a cui gli australiani hanno avuto accesso agli ottavi di finale) fornendo a Chris Ikonomidis l'assist per il secondo gol della sua squadra. Agli ottavi Ryan è nuovamente protagonista contro l'Uzbekistan: dopo lo 0-0 maturato al termine dei supplementari l'Australia s'impone ai calci di rigore grazie a Ryan che ha parato due tiri degli avversari. Tuttavia ai quarti la sua squadra viene eliminata dai padroni di casa degli Emirati Arabi Uniti (1-0).
Il 17 ottobre 2019 indossa per la prima volta la fascia di capitano della selezione australiana nel successo per 1-7 in casa del Taipei cinese. Poco tempo dopo, a seguito del ritiro di Mark Milligan dalla nazionale, diventa il nuovo capitano in pianta stabile della sua nazionale.
Da capitano disputa i Mondiali 2022, in cui contribuisce ad aiutare la sua squadra a raggiungere gli ottavi di finale. Agli ottavi gli australiani sono stati eliminati dall'Argentina, con Ryan che è stato protagonista in negativo in quest'occasione commettendo un errore sul secondo gol degli argentini.
Il 22 dicembre 2023 viene inserito nella lista dei convocati per la Coppa d'Asia, in cui gli australiani sono stati eliminati ai quarti di finale dalla Corea del Sud dopo i tempi supplementari.
Il 10 giugno 2025 raggiunge quota 100 presenze nel successo per 1-2 in casa dell'Arabia Saudita; nel corso della partita ha pure parato un rigore.

## Statistiche

### Presenze e reti nei club
Statistiche aggiornate al 17 maggio 2025.
| Stagione                      | Squadra                       | Campionato                    | Campionato | Campionato | Coppe nazionali | Coppe nazionali | Coppe nazionali | Coppe continentali | Coppe continentali | Coppe continentali | Altre coppe | Altre coppe | Altre coppe | Totale | Totale |
| Stagione                      | Squadra                       | Comp                          | Pres       | Reti       | Comp            | Pres            | Reti            | Comp               | Pres               | Reti               | Comp        | Pres        | Reti        | Pres   | Reti   |
| ----------------------------- | ----------------------------- | ----------------------------- | ---------- | ---------- | --------------- | --------------- | --------------- | ------------------ | ------------------ | ------------------ | ----------- | ----------- | ----------- | ------ | ------ |
| 2010                          | Blacktown City                | NSW                           | 11         | -?         | -               | 4               | -?              | -                  | -                  | -                  | -           | -           | -           | 15     | -?     |
| 2009-2010                     | C.C. Mariners                 | AL                            | 0          | 0          | -               | -               | -               | -                  | -                  | -                  | -           | -           | -           | 0      | 0      |
| 2010-2011                     | C.C. Mariners                 | AL                            | 27+4       | -28 + -6   | -               | -               | -               | -                  | -                  | -                  | -           | -           | -           | 31     | -34    |
| 2011-2012                     | C.C. Mariners                 | AL                            | 21+3       | -14 + -6   | -               | -               | -               | ACL                | 6                  | -11                | -           | -           | -           | 30     | -31    |
| 2012-2013                     | C.C. Mariners                 | AL                            | 23+2       | -20 + 0    | -               | -               | -               | ACL                | 8                  | -14                | -           | -           | -           | 33     | -34    |
| Totale Central Coast Mariners | Totale Central Coast Mariners | Totale Central Coast Mariners | 71+9       | -62 + -12  |                 | -               | -               |                    | 14                 | -25                |             | -           | -           | 94     | -99    |
| 2013-2014                     | Club Bruges                   | PL                            | 30+10      | -28 + -11  | CB              | 2               | -1              | UEL                | 2                  | -4                 | -           | -           | -           | 44     | -44    |
| 2014-2015                     | Club Bruges                   | PL                            | 27+10      | -27 + -16  | CB              | 5               | -4              | UEL                | 16                 | -7                 | -           | -           | -           | 58     | -54    |
| Totale Club Brugge            | Totale Club Brugge            | Totale Club Brugge            | 57+20      | -55 + -27  |                 | 7               | -5              |                    | 18                 | -11                |             | -           | -           | 102    | -98    |
| 2015-2016                     | Valencia                      | PD                            | 8          | -9         | CR              | 7               | -9              | UCL+UEL            | 2+4                | -3 + -2            | -           | -           | -           | 21     | -23    |
| 2016-gen. 2017                | Valencia                      | PD                            | 2          | -5         | CR              | 0               | 0               | -                  | -                  | -                  | -           | -           | -           | 2      | -5     |
| Totale Valencia               | Totale Valencia               | Totale Valencia               | 10         | -14        |                 | 7               | -9              |                    | 6                  | -5                 |             | -           | -           | 23     | -28    |
| gen.-giu. 2017                | Genk                          | PL                            | 6+11       | -4 + -6    | CB              | 1               | -1              | UEL                | 6                  | -9                 | -           | -           | -           | 24     | -20    |
| 2017-2018                     | Brighton                      | PL                            | 38         | -54        | FACup+CdL       | 0+0             | 0               | -                  | -                  | -                  | -           | -           | -           | 38     | -54    |
| 2018-2019                     | Brighton                      | PL                            | 34         | -55        | FACup+CdL       | 2+0             | -3              | -                  | -                  | -                  | -           | -           | -           | 36     | -58    |
| 2019-2020                     | Brighton                      | PL                            | 38         | -54        | FACup+CdL       | 0+0             | 0               | -                  | -                  | -                  | -           | -           | -           | 38     | -54    |
| 2020-gen. 2021                | Brighton                      | PL                            | 11         | -19        | FACup+CdL       | 0+0             | 0               | -                  | -                  | -                  | -           | -           | -           | 11     | -19    |
| Totale Brighton               | Totale Brighton               | Totale Brighton               | 121        | -182       |                 | 2               | -3              |                    | -                  | -                  |             | -           | -           | 123    | -185   |
| gen.-giu. 2021                | Arsenal                       | PL                            | 3          | -2         | FACup+CdL       | 0+0             | 0               | UEL                | 0                  | 0                  | CS          | -           | -           | 3      | -2     |
| 2021-2022                     | Real Sociedad                 | PD                            | 3          | -5         | CR              | 3               | -2              | UEL                | 3                  | -7                 | -           | -           | -           | 9      | -14    |
| 2022-gen. 2023                | Copenaghen                    | SL                            | 6          | -7         | CD              | 1               | -1              | UCL                | 4                  | -4                 | -           | -           | -           | 11     | -12    |
| gen.-giu. 2023                | AZ Alkmaar                    | ED                            | 18         | -18        | CO              | 1               | -2              | UECL               | 6                  | -7                 | -           | -           | -           | 25     | -27    |
| 2023-2024                     | AZ Alkmaar                    | ED                            | 29         | -28        | CO              | 1               | -2              | UECL               | 9                  | -14                | -           | -           | -           | 39     | -44    |
| Totale AZ Alkmaar             | Totale AZ Alkmaar             | Totale AZ Alkmaar             | 47         | -46        |                 | 2               | -4              |                    | 15                 | -21                |             | -           | -           | 64     | -71    |
| 2024-gen. 2025                | Roma                          | A                             | 0          | 0          | CI              | 1               | -1              | UEL                | 0                  | 0                  | -           | -           | -           | 1      | -1     |
| gen.-giu. 2025                | Lens                          | L1                            | 14         | -17        | CF              | 0               | 0               | UECL               | -                  | -                  | -           | -           | -           | 14     | -17    |
| Totale carriera               | Totale carriera               | Totale carriera               | 389        | -439       |                 | 28              | -26             |                    | 66                 | -82                |             | -           | -           | 483    | -547   |

### Cronologia presenze e reti in nazionale
| Cronologia completa delle presenze e delle reti in nazionale ― Australia | Cronologia completa delle presenze e delle reti in nazionale ― Australia | Cronologia completa delle presenze e delle reti in nazionale ― Australia | Cronologia completa delle presenze e delle reti in nazionale ― Australia | Cronologia completa delle presenze e delle reti in nazionale ― Australia | Cronologia completa delle presenze e delle reti in nazionale ― Australia | Cronologia completa delle presenze e delle reti in nazionale ― Australia | Cronologia completa delle presenze e delle reti in nazionale ― Australia |
| Data                                                                     | Città                                                                    | In casa                                                                  | Risultato                                                                | Ospiti                                                                   | Competizione                                                             | Reti                                                                     | Note                                                                     |
| ------------------------------------------------------------------------ | ------------------------------------------------------------------------ | ------------------------------------------------------------------------ | ------------------------------------------------------------------------ | ------------------------------------------------------------------------ | ------------------------------------------------------------------------ | ------------------------------------------------------------------------ | ------------------------------------------------------------------------ |
| 5-12-2012                                                                | Hong Kong                                                                | Corea del Nord                                                           | 1 – 1                                                                    | Australia                                                                | Qual. Coppa dell'Asia orientale 2013                                     | -1                                                                       |                                                                          |
| 9-12-2012                                                                | Hong Kong                                                                | Australia                                                                | 8 – 0                                                                    | Taipei cinese                                                            | Qual. Coppa dell'Asia orientale 2013                                     | -                                                                        |                                                                          |
| 15-10-2013                                                               | Londra                                                                   | Canada                                                                   | 0 – 3                                                                    | Australia                                                                | Amichevole                                                               | -                                                                        | 46’                                                                      |
| 19-11-2013                                                               | Sydney                                                                   | Australia                                                                | 1 – 0                                                                    | Costa Rica                                                               | Amichevole                                                               | -                                                                        |                                                                          |
| 5-3-2014                                                                 | Londra                                                                   | Australia                                                                | 3 – 4                                                                    | Ecuador                                                                  | Amichevole                                                               | -                                                                        | 46’                                                                      |
| 26-5-2014                                                                | Sydney                                                                   | Australia                                                                | 1 – 1                                                                    | Sudafrica                                                                | Amichevole                                                               | -1                                                                       |                                                                          |
| 6-6-2014                                                                 | Salvador                                                                 | Croazia                                                                  | 1 – 0                                                                    | Australia                                                                | Amichevole                                                               | -1                                                                       |                                                                          |
| 13-6-2014                                                                | Cuiabá                                                                   | Cile                                                                     | 3 – 1                                                                    | Australia                                                                | Mondiali 2014 - 1º turno                                                 | -3                                                                       |                                                                          |
| 18-6-2014                                                                | Porto Alegre                                                             | Australia                                                                | 2 – 3                                                                    | Paesi Bassi                                                              | Mondiali 2014 - 1º turno                                                 | -3                                                                       |                                                                          |
| 23-6-2014                                                                | Cuiabá                                                                   | Australia                                                                | 0 – 3                                                                    | Spagna                                                                   | Mondiali 2014 - 1º turno                                                 | -3                                                                       |                                                                          |
| 4-9-2014                                                                 | Liegi                                                                    | Belgio                                                                   | 2 – 0                                                                    | Australia                                                                | Amichevole                                                               | -2                                                                       |                                                                          |
| 10-10-2014                                                               | Abu Dhabi                                                                | Emirati Arabi Uniti                                                      | 0 – 0                                                                    | Australia                                                                | Amichevole                                                               | -                                                                        |                                                                          |
| 18-11-2014                                                               | Osaka                                                                    | Giappone                                                                 | 2 – 1                                                                    | Australia                                                                | Amichevole                                                               | -2                                                                       |                                                                          |
| 9-1-2015                                                                 | Melbourne                                                                | Australia                                                                | 4 – 1                                                                    | Kuwait                                                                   | Coppa d'Asia 2015 - 1º turno                                             | -1                                                                       |                                                                          |
| 13-1-2015                                                                | Sydney                                                                   | Oman                                                                     | 0 – 4                                                                    | Australia                                                                | Coppa d'Asia 2015 - 1º turno                                             | -                                                                        |                                                                          |
| 17-1-2015                                                                | Brisbane                                                                 | Australia                                                                | 0 – 1                                                                    | Corea del Sud                                                            | Coppa d'Asia 2015 - 1º turno                                             | -1                                                                       |                                                                          |
| 22-1-2015                                                                | Brisbane                                                                 | Cina                                                                     | 0 – 2                                                                    | Australia                                                                | Coppa d'Asia 2015 - Quarti di finale                                     | -                                                                        |                                                                          |
| 27-1-2015                                                                | Newcastle                                                                | Australia                                                                | 2 – 0                                                                    | Emirati Arabi Uniti                                                      | Coppa d'Asia 2015 - Semifinale                                           | -                                                                        |                                                                          |
| 31-1-2015                                                                | Sydney                                                                   | Corea del Sud                                                            | 1 – 2 dts                                                                | Australia                                                                | Coppa d'Asia 2015 - Finale                                               | -1                                                                       |                                                                          |
| 25-3-2015                                                                | Kaiserslautern                                                           | Germania                                                                 | 2 – 2                                                                    | Australia                                                                | Amichevole                                                               | -2                                                                       |                                                                          |
| 16-6-2015                                                                | Biškek                                                                   | Kirghizistan                                                             | 1 – 2                                                                    | Australia                                                                | Qual. Mondiali 2018                                                      | -1                                                                       |                                                                          |
| 24-3-2016                                                                | Adelaide                                                                 | Australia                                                                | 7 – 0                                                                    | Tagikistan                                                               | Qual. Mondiali 2018                                                      | -                                                                        |                                                                          |
| 29-3-2016                                                                | Sydney                                                                   | Australia                                                                | 5 – 1                                                                    | Giordania                                                                | Qual. Mondiali 2018                                                      | -1                                                                       |                                                                          |
| 27-5-2016                                                                | Sunderland                                                               | Inghilterra                                                              | 2 – 1                                                                    | Australia                                                                | Amichevole                                                               | -2                                                                       |                                                                          |
| 4-6-2016                                                                 | Sydney                                                                   | Australia                                                                | 1 – 0                                                                    | Grecia                                                                   | Amichevole                                                               | -                                                                        |                                                                          |
| 1-9-2016                                                                 | Perth                                                                    | Australia                                                                | 2 – 0                                                                    | Iraq                                                                     | Qual. Mondiali 2018                                                      | -                                                                        |                                                                          |
| 6-9-2016                                                                 | Abu Dhabi                                                                | Emirati Arabi Uniti                                                      | 0 – 1                                                                    | Australia                                                                | Qual. Mondiali 2018                                                      | -                                                                        |                                                                          |
| 6-10-2016                                                                | Riad                                                                     | Arabia Saudita                                                           | 2 – 2                                                                    | Australia                                                                | Qual. Mondiali 2018                                                      | -2                                                                       |                                                                          |
| 11-10-2016                                                               | Melbourne                                                                | Australia                                                                | 1 – 1                                                                    | Giappone                                                                 | Qual. Mondiali 2018                                                      | -1                                                                       |                                                                          |
| 15-11-2016                                                               | Bangkok                                                                  | Thailandia                                                               | 2 – 1                                                                    | Australia                                                                | Qual. Mondiali 2018                                                      | -2                                                                       |                                                                          |
| 28-3-2017                                                                | Sydney                                                                   | Australia                                                                | 2 – 0                                                                    | Emirati Arabi Uniti                                                      | Qual. Mondiali 2018                                                      | -                                                                        |                                                                          |
| 8-6-2017                                                                 | Adelaide                                                                 | Australia                                                                | 3 – 2                                                                    | Arabia Saudita                                                           | Qual. Mondiali 2018                                                      | -2                                                                       |                                                                          |
| 19-6-2017                                                                | Soči                                                                     | Australia                                                                | 2 – 3                                                                    | Germania                                                                 | Conf. Cup 2017 - 1º turno                                                | -3                                                                       |                                                                          |
| 22-6-2017                                                                | San Pietroburgo                                                          | Camerun                                                                  | 1 – 1                                                                    | Australia                                                                | Conf. Cup 2017 - 1º turno                                                | -1                                                                       |                                                                          |
| 25-6-2017                                                                | Mosca                                                                    | Cile                                                                     | 1 – 1                                                                    | Australia                                                                | Conf. Cup 2017 - 1º turno                                                | -1                                                                       |                                                                          |
| 31-8-2017                                                                | Saitama                                                                  | Giappone                                                                 | 2 – 0                                                                    | Australia                                                                | Qual. Mondiali 2018                                                      | -2                                                                       |                                                                          |
| 5-9-2017                                                                 | Melbourne                                                                | Australia                                                                | 2 – 1                                                                    | Thailandia                                                               | Qual. Mondiali 2018                                                      | -1                                                                       |                                                                          |
| 5-10-2017                                                                | Malacca                                                                  | Siria                                                                    | 1 – 1                                                                    | Australia                                                                | Qual. Mondiali 2018                                                      | -1                                                                       |                                                                          |
| 10-10-2017                                                               | Sydney                                                                   | Australia                                                                | 2 – 1 dts                                                                | Siria                                                                    | Qual. Mondiali 2018                                                      | -1                                                                       |                                                                          |
| 10-11-2017                                                               | San Pedro Sula                                                           | Honduras                                                                 | 0 – 0                                                                    | Australia                                                                | Qual. Mondiali 2018                                                      | -                                                                        |                                                                          |
| 15-11-2017                                                               | Sydney                                                                   | Australia                                                                | 3 – 1                                                                    | Honduras                                                                 | Qual. Mondiali 2018                                                      | -1                                                                       |                                                                          |
| 23-3-2018                                                                | Oslo                                                                     | Norvegia                                                                 | 4 – 1                                                                    | Australia                                                                | Amichevole                                                               | -4                                                                       |                                                                          |
| 1-6-2018                                                                 | Sankt Pölten                                                             | Australia                                                                | 4 – 0                                                                    | Rep. Ceca                                                                | Amichevole                                                               | -                                                                        |                                                                          |
| 9-6-2018                                                                 | Budapest                                                                 | Ungheria                                                                 | 1 – 2                                                                    | Australia                                                                | Amichevole                                                               | -                                                                        | 46’                                                                      |
| 16-6-2018                                                                | Kazan'                                                                   | Francia                                                                  | 2 – 1                                                                    | Australia                                                                | Mondiali 2018 - 1º turno                                                 | -2                                                                       |                                                                          |
| 21-6-2018                                                                | Samara                                                                   | Danimarca                                                                | 1 – 1                                                                    | Australia                                                                | Mondiali 2018 - 1º turno                                                 | -1                                                                       |                                                                          |
| 26-6-2018                                                                | Soči                                                                     | Australia                                                                | 0 – 2                                                                    | Perù                                                                     | Mondiali 2018 - 1º turno                                                 | -2                                                                       |                                                                          |
| 17-11-2018                                                               | Brisbane                                                                 | Australia                                                                | 1 – 1                                                                    | Corea del Sud                                                            | Amichevole                                                               | -1                                                                       |                                                                          |
| 20-11-2018                                                               | Sydney                                                                   | Australia                                                                | 3 – 0                                                                    | Libano                                                                   | Amichevole                                                               | -                                                                        | 46’                                                                      |
| 30-12-2018                                                               | Dubai                                                                    | Oman                                                                     | 0 – 5                                                                    | Australia                                                                | Amichevole                                                               | -                                                                        |                                                                          |
| 6-1-2019                                                                 | al-'Ayn                                                                  | Australia                                                                | 0 – 1                                                                    | Giordania                                                                | Coppa d'Asia 2019 - 1º turno                                             | -1                                                                       |                                                                          |
| 11-1-2019                                                                | Dubai                                                                    | Palestina                                                                | 0 – 3                                                                    | Australia                                                                | Coppa d'Asia 2019 - 1º turno                                             | -                                                                        |                                                                          |
| 15-1-2019                                                                | al-'Ayn                                                                  | Australia                                                                | 3 – 2                                                                    | Siria                                                                    | Coppa d'Asia 2019 - 1º turno                                             | -2                                                                       |                                                                          |
| 21-1-2019                                                                | al-'Ayn                                                                  | Australia                                                                | 0 – 0 dts (4 – 2 dtr)                                                    | Uzbekistan                                                               | Coppa d'Asia 2019 - Ottavi di finale                                     | -                                                                        |                                                                          |
| 25-1-2019                                                                | al-'Ayn                                                                  | Emirati Arabi Uniti                                                      | 1 – 0                                                                    | Australia                                                                | Coppa d'Asia 2019 - Quarti di finale                                     | -1                                                                       |                                                                          |
| 10-9-2019                                                                | Al Kuwait                                                                | Kuwait                                                                   | 0 – 3                                                                    | Australia                                                                | Qual. Mondiali 2022                                                      | -                                                                        |                                                                          |
| 10-10-2019                                                               | Canberra                                                                 | Australia                                                                | 5 – 0                                                                    | Nepal                                                                    | Qual. Mondiali 2022                                                      | -                                                                        |                                                                          |
| 15-10-2019                                                               | Kaohsiung                                                                | Taipei cinese                                                            | 1 – 7                                                                    | Australia                                                                | Qual. Mondiali 2022                                                      | -1                                                                       | cap.                                                                     |
| 14-11-2019                                                               | Amman                                                                    | Giordania                                                                | 0 – 1                                                                    | Australia                                                                | Qual. Mondiali 2022                                                      | -                                                                        | cap.                                                                     |
| 3-6-2021                                                                 | Al Kuwait                                                                | Australia                                                                | 3 – 0                                                                    | Kuwait                                                                   | Qual. Mondiali 2022                                                      | -                                                                        |                                                                          |
| 15-6-2021                                                                | Al Kuwait                                                                | Australia                                                                | 1 – 0                                                                    | Giordania                                                                | Qual. Mondiali 2022                                                      | -                                                                        |                                                                          |
| 2-9-2021                                                                 | Doha                                                                     | Australia                                                                | 3 – 0                                                                    | Cina                                                                     | Qual. Mondiali 2022                                                      | -                                                                        |                                                                          |
| 5-9-2021                                                                 | Hanoi                                                                    | Vietnam                                                                  | 0 – 1                                                                    | Australia                                                                | Qual. Mondiali 2022                                                      | -                                                                        |                                                                          |
| 7-10-2021                                                                | Doha                                                                     | Australia                                                                | 3 – 1                                                                    | Oman                                                                     | Qual. Mondiali 2022                                                      | -1                                                                       | cap.                                                                     |
| 12-10-2021                                                               | Saitama                                                                  | Giappone                                                                 | 2 – 1                                                                    | Australia                                                                | Qual. Mondiali 2022                                                      | -2                                                                       | cap.                                                                     |
| 11-11-2021                                                               | Sydney                                                                   | Australia                                                                | 0 – 0                                                                    | Arabia Saudita                                                           | Qual. Mondiali 2022                                                      | -                                                                        | cap.                                                                     |
| 16-11-2021                                                               | Sharja                                                                   | Cina                                                                     | 1 – 1                                                                    | Australia                                                                | Qual. Mondiali 2022                                                      | -1                                                                       | cap.                                                                     |
| 27-1-2022                                                                | Melbourne                                                                | Australia                                                                | 4 – 0                                                                    | Vietnam                                                                  | Qual. Mondiali 2022                                                      | -                                                                        | cap.                                                                     |
| 1-2-2022                                                                 | Mascate                                                                  | Oman                                                                     | 2 – 2                                                                    | Australia                                                                | Qual. Mondiali 2022                                                      | -2                                                                       | cap.                                                                     |
| 24-3-2022                                                                | Sydney                                                                   | Australia                                                                | 0 – 2                                                                    | Giappone                                                                 | Qual. Mondiali 2022                                                      | -2                                                                       | cap.                                                                     |
| 29-3-2022                                                                | Gedda                                                                    | Arabia Saudita                                                           | 1 – 0                                                                    | Australia                                                                | Qual. Mondiali 2022                                                      | -1                                                                       | cap.                                                                     |
| 1-6-2022                                                                 | Al Wakrah                                                                | Australia                                                                | 2 – 1                                                                    | Giordania                                                                | Amichevole                                                               | -1                                                                       | cap. 90+2’                                                               |
| 7-6-2022                                                                 | Al Rayyan                                                                | Emirati Arabi Uniti                                                      | 1 – 2                                                                    | Australia                                                                | Qual. Mondiali 2022                                                      | -                                                                        | cap.                                                                     |
| 13-6-2022                                                                | Al Rayyan                                                                | Australia                                                                | 0 – 0 dts (5 – 4 dtr)                                                    | Perù                                                                     | Qual. Mondiali 2022                                                      | -                                                                        | cap. 120’                                                                |
| 22-9-2022                                                                | Brisbane                                                                 | Australia                                                                | 1 – 0                                                                    | Nuova Zelanda                                                            | Amichevole                                                               | -                                                                        | cap.                                                                     |
| 22-11-2022                                                               | Al Wakrah                                                                | Francia                                                                  | 4 – 1                                                                    | Australia                                                                | Mondiali 2022 - 1º turno                                                 | -4                                                                       | cap.                                                                     |
| 26-11-2022                                                               | Al Wakrah                                                                | Tunisia                                                                  | 0 – 1                                                                    | Australia                                                                | Mondiali 2022 - 1º turno                                                 | -                                                                        | cap.                                                                     |
| 30-11-2022                                                               | Al Wakrah                                                                | Australia                                                                | 1 – 0                                                                    | Danimarca                                                                | Mondiali 2022 - 1º turno                                                 | -                                                                        | cap.                                                                     |
| 3-12-2022                                                                | Al Rayyan                                                                | Argentina                                                                | 2 – 1                                                                    | Australia                                                                | Mondiali 2022 - Ottavi di finale                                         | -2                                                                       | cap.                                                                     |
| 24-3-2023                                                                | Sydney                                                                   | Australia                                                                | 3 – 1                                                                    | Ecuador                                                                  | Amichevole                                                               | -1                                                                       | cap.                                                                     |
| 15-6-2023                                                                | Pechino                                                                  | Argentina                                                                | 2 – 0                                                                    | Australia                                                                | Amichevole                                                               | -2                                                                       | cap.                                                                     |
| 9-9-2023                                                                 | Arlington                                                                | Messico                                                                  | 2 – 2                                                                    | Australia                                                                | Amichevole                                                               | -2                                                                       | cap.                                                                     |
| 13-10-2023                                                               | Londra                                                                   | Inghilterra                                                              | 1 – 0                                                                    | Australia                                                                | Amichevole                                                               | -1                                                                       | cap.                                                                     |
| 17-10-2023                                                               | Londra                                                                   | Australia                                                                | 2 – 0                                                                    | Nuova Zelanda                                                            | Amichevole                                                               | -                                                                        | cap.                                                                     |
| 16-11-2023                                                               | Melbourne                                                                | Australia                                                                | 7 – 0                                                                    | Bangladesh                                                               | Qual. Mondiali 2026                                                      | -                                                                        | cap.                                                                     |
| 21-11-2023                                                               | Al Kuwait                                                                | Palestina                                                                | 0 – 1                                                                    | Australia                                                                | Qual. Mondiali 2026                                                      | -                                                                        | cap.                                                                     |
| 13-1-2024                                                                | Al Rayyan                                                                | Australia                                                                | 2 – 0                                                                    | India                                                                    | Coppa d'Asia 2023 - 1º turno                                             | -                                                                        | cap.                                                                     |
| 18-1-2024                                                                | Doha                                                                     | Siria                                                                    | 0 – 1                                                                    | Australia                                                                | Coppa d'Asia 2023 - 1º turno                                             | -                                                                        | cap.                                                                     |
| 23-1-2024                                                                | Al Wakrah                                                                | Australia                                                                | 1 – 1                                                                    | Uzbekistan                                                               | Coppa d'Asia 2023 - 1º turno                                             | -1                                                                       | cap.                                                                     |
| 28-1-2024                                                                | Al Rayyan                                                                | Australia                                                                | 4 – 0                                                                    | Indonesia                                                                | Coppa d'Asia 2023 - Ottavi di finale                                     | -                                                                        | cap.                                                                     |
| 2-2-2024                                                                 | Al Wakrah                                                                | Australia                                                                | 1 – 2 dts                                                                | Corea del Sud                                                            | Coppa d'Asia 2023 - Quarti di finale                                     | -2                                                                       | cap.                                                                     |
| 21-3-2024                                                                | Sydney                                                                   | Australia                                                                | 2 – 0                                                                    | Libano                                                                   | Qual. Mondiali 2026                                                      | -                                                                        | cap.                                                                     |
| 26-3-2024                                                                | Canberra                                                                 | Libano                                                                   | 0 – 5                                                                    | Australia                                                                | Qual. Mondiali 2026                                                      | -                                                                        | cap.                                                                     |
| 5-9-2024                                                                 | Sydney                                                                   | Australia                                                                | 0 – 1                                                                    | Bahrein                                                                  | Qual. Mondiali 2026                                                      | -1                                                                       | cap.                                                                     |
| 10-9-2024                                                                | Giacarta                                                                 | Indonesia                                                                | 0 – 0                                                                    | Australia                                                                | Qual. Mondiali 2026                                                      | -                                                                        | cap.                                                                     |
| 19-11-2024                                                               | Riffa                                                                    | Bahrein                                                                  | 2 – 2                                                                    | Australia                                                                | Qual. Mondiali 2026                                                      | -2                                                                       | cap.                                                                     |
| 20-3-2025                                                                | Sydney                                                                   | Australia                                                                | 5 – 1                                                                    | Indonesia                                                                | Qual. Mondiali 2026                                                      | -1                                                                       | cap.                                                                     |
| 25-3-2025                                                                | Hangzhou                                                                 | Cina                                                                     | 0 – 2                                                                    | Australia                                                                | Qual. Mondiali 2026                                                      | -                                                                        | cap.                                                                     |
| 5-6-2025                                                                 | Perth                                                                    | Australia                                                                | 1 – 0                                                                    | Giappone                                                                 | Qual. Mondiali 2026                                                      | -                                                                        | cap.                                                                     |
| 10-6-2025                                                                | Gedda                                                                    | Arabia Saudita                                                           | 1 – 2                                                                    | Australia                                                                | Qual. Mondiali 2026                                                      | -1                                                                       | cap.                                                                     |
| Totale                                                                   |                                                                          | Presenze (3º posto)                                                      | 100                                                                      |                                                                          | Reti                                                                     | -88                                                                      |                                                                          |

## Palmarès

### Club
- Campionato australiano: 1

Central Coast Mariners: 2012-2013
- Coppa del Belgio: 1

Club Brugge: 2014-2015

### Nazionale
- Coppa d'Asia: 1

2015

### Individuale
- Miglior portiere della Coppa d'Asia: 1

2015
- Squadra maschile AFC del decennio 2011-2020 IFFHS: 1

2020